# Sénat (Cambodge)
Pour les autres articles nationaux ou selon les autres juridictions, voir Sénat.
Ve législature
Bâtiment du Sénat
Le Sénat (en khmer : ព្រឹទ្ធសភា romanisé : Proĕtsăkphéa) est la chambre haute du Parlement du Cambodge, l'Assemblée nationale étant la chambre basse. Elle est composée de 62 membres, appelés « sénateurs », élus pour un mandat de six ans, dont 58 élus au scrutin indirect par un collège électoral composé des conseillers municipaux et sur les quatre membres restants, deux sont nommés par le roi et deux élus par l'Assemblée nationale.
Les dernières élections ont eu lieu le 25 février 2024 et sont remportées par le Parti du peuple cambodgien qui domine la scène politique du pays de manière autoritaire après avoir fait interdire ou empêcher de concourir les principaux partis d'opposition. La présidence du Sénat est exercé par Hun Sen — ancien Premier ministre du pays de 1998 à 2023 — depuis le 3 avril 2024.

## Histoire
De 1947 à la déposition de Norodom Sihanouk en 1970, un Conseil du royaume cohabite déjà avec l'Assemblée nationale. Deux de ses membres sont choisis par le roi au sein de la famille royale, deux autres par l'Assemblée nationale en dehors de ses membres, huit par les parlements de provinces, enfin douze au suffrage direct par leurs catégories professionnelles respectives. Leur mandat est de quatre ans. Ils possèdent l'initiative des lois, examinent également les textes adoptés en première lecture par les députés et peuvent proposer des amendements qui doivent toutefois être approuvés par l'Assemblée nationale.
En 1972, la République khmère instaure un Sénat qui comprend 40 membres élus pour un mandat de 6 ans, renouvelables par moitié tous les 3 ans et provenant de trois collèges. Les deux premiers, qui contribuent chacun pour un cinquième des sièges, représentent l'administration civile et les forces armées ; les derniers trois cinquièmes sont élus au suffrage indirect par les régions. Ses pouvoirs sont similaires à ceux de l'Assemblée et en cas de désaccord sur un projet de loi, les deux chambres se réunissent en congrès pour adopter le texte définitif.
Le Sénat sous sa forme actuelle est établi pour sa par la révision constitutionnelle du 4 mars 1999. Pour sa première législature, le 25 mars 1999, les 61 membres sont nommés par le roi : 2 à sa discrétion, le reste sur proposition du président du Sénat et du président de l'Assemblée nationale parmi les membres des partis représentés à l'Assemblée. Leur mandat est prévu pour une durée de cinq ans, mais il est prolongé jusqu'en janvier 2006, car la loi électorale n'est votée que le 20 juin 2005.

## Composition
Les sénateurs doivent être âgés d'au moins quarante ans au moment de leur nomination. Deux d'entre eux sont désignés par le roi, deux autres par l'Assemblée nationale, le reste au scrutin indirect par les conseillers municipaux.
Leur nombre ne doit pas excéder la moitié de celui des membres de l'Assemblée nationale. En 2018, Le Sénat compte 62 membres.
Leur mandat est fixé à six ans, mais en cas de circonstances exceptionnelles, le roi peut demander une prolongation d’un an qui doit être approuvée par au moins deux tiers des sénateurs. Durant toute la durée de leur charge, ils ne peuvent exercer une activité gouvernementale, politique, de députés ou dans la fonction publique.
Le Sénat se réunit deux fois par an pour au moins trois mois. En dehors de ces périodes, une session extraordinaire peut être convoquée par le roi, sur proposition du premier ministre ou d'un tiers des sénateurs.
En dehors de ces périodes un comité permanent composé du président, des vice-présidents et des présidents de toutes les commissions du Sénat est chargé de veiller au fonctionnement de l'institution,.
Sauf pour les flagrants délits, l'arrestation et la poursuite d'un sénateur aussi bien au civil qu'au pénal requiert l'autorisation du Sénat qui peut aussi rétablir une immunité préalablement levée par un vote d’au moins trois quarts des membres.

## Rôle
Le Sénat examine dans un délai d'un mois — qui peut être ramené à cinq jours en cas de situation d'urgence — les textes adoptés en première lecture par les députés. Si la loi est acceptée en l'état, elle est directement soumise au roi pour promulgation. Dans le cas contraire, elle ne sera réexaminée par l'Assemblée nationale qu'après un délai d'un mois, qui pourra être réduit à dix ou quinze jours pour les questions budgétaires suivant que la relecture se fasse sur quelques amendements ou une refonte complète, voire ramené à deux ou quatre jours en cas de situation d’urgence.
En fait, c’est l'Assemblée qui joue le rôle prépondérant dans le domaine législatif, le Sénat ne pouvant que retarder la promulgation d'une loi que les députés voudraient imposer. Tout au plus, le président de la chambre peut en dernier recours saisir le Conseil constitutionnel sur la validité d’une loi qui aurait été promulguée, mais uniquement pour contester sa conformité vis-à-vis de la Constitution.
De plus, toujours dans le domaine législatif, si d'après la constitution le sénat partage l'initiative des lois avec l'Assemblée nationale et le gouvernement, l'essentiel en revient à ce dernier qui avant de soumettre un projet le fait préparer par le cabinet ministériel compétent et revoir par un groupe de juristes. Le fait que ni les députés ni les sénateurs ne disposent de tels moyens ni de ces qualifications peut expliquer le faible nombre de textes dont ils sont à l’origine ou qui donnent lieu à de réelles discussions. Leur rôle se trouve en réalité limité à un simple enregistrement de lois — dont l'application est par ailleurs laissée à l’appréciation des dirigeants politiques — et l'opposition ayant du mal à faire part de ses récriminations au parlement se trouve acculée à des méthodes peu orthodoxes pour être entendue telles les manifestations de 2013-2014 qui avaient bloqué les institutions pendant une année ou l’arrachage d’une borne provisoire par Sam Rainsy en 2009 pour protester contre la délimitation de la frontière khméro-vietnamienne entérinée par les gouvernements des deux pays concernés.
Enfin, et là aussi contrairement aux députés, rien dans la constitution n'est prévu pour permettre au Sénat de démettre le gouvernement.

## Système électoral
Le Sénat est composé de 62 sièges pourvus pour six ans, dont 58 au scrutin proportionnel plurinominal indirect par un collège électoral composé des conseillers municipaux. Les sièges sont répartis dans huit circonscriptions plurinominales basées sur les 24 provinces du Cambodge, et pourvus selon la méthode à la plus forte moyenne. Sur les quatre sénateurs restants, deux sont désignés par le roi et deux autres élus par l’Assemblée nationale,.
Le nombre de sénateurs élus par les conseillers municipaux évolue en fonction de la population du pays, tout en étant limité au maximum à la moitié du nombre de députés composant l'Assemblée nationale. Il est ainsi passé de 57 à 58 en 2018.
Le 25 février 2024 ont eu lieu les élections pour le 5e mandat des sénateurs, :
- Parti du peuple cambodgien, le parti majoritaire du Premier ministre, Hun Manet a obtenu 55 sièges (94,83 %)
- Parti khmer de la volonté, le parti d'opposition de Kong Monika a obtenu 3 sièges, soit 5,17 %.

## Présidence
| Présidence actuelle du Sénat | Présidence actuelle du Sénat | Présidence actuelle du Sénat | Présidence actuelle du Sénat | Présidence actuelle du Sénat | Présidence actuelle du Sénat | Présidence actuelle du Sénat |
| Fonction                     | Titulaire                    | Titulaire                    | Élection                     | Parti                        | Parti                        |                              |
| ---------------------------- | ---------------------------- | ---------------------------- | ---------------------------- | ---------------------------- | ---------------------------- | ---------------------------- |
| Président                    | Hun Sen                      | Hun Sen                      | 3 avril 2024                 |                              | CPP                          |                              |
| 1er vice-président           | Prak Sokhonn                 | Prak Sokhonn                 | 3 avril 2024                 |                              | CPP                          |                              |
| 2d vice-président            | Ouch Borith                  | Ouch Borith                  | 3 avril 2024                 |                              | CPP                          |                              |

Lors de la première session de chaque législature, les sénateurs élisent à la majorité absolue un président deux vice-présidents et les membres des diverses commissions. Le président du Sénat est le deuxième personnage de l'État et remplace le roi dans ses fonctions officielles quand il en est empêché.
Le président et les deux vice-présidents sont membres de droit du Conseil du trône et participent à ce titre à la désignation du nouveau souverain quand cela est nécessaire.

## Historique des législatures
| Législature | Élections         | Début         | Fin           | Composition | Composition                                        | Présidence         |
| ----------- | ----------------- | ------------- | ------------- | ----------- | -------------------------------------------------- | ------------------ |
| Ier         | Nommés par le roi | 1999          | 20 mars 2006  |             | - CPP (31) - FUNCINPEC (21) - PRS (7) - Nommés (2) | Chea Sim           |
| IIe         | 2006              | 20 mars 2006  | 20 mars 2012  |             | - CPP (45) - FUNCINPEC (10) - PRS (2) - Ind. (4)   | Chea Sim           |
| IIIe        | 2012              | 20 mars 2012  | 23 avril 2018 |             | - CPP (46) - PRS (11) - Ind. (4)                   | Chea Sim Say Chhum |
| IVe         | 2018              | 23 avril 2018 | 3 avril 2024  |             | - CPP (58) - FUNCINPEC (2) - Ind. (2)              | Say Chhum          |
| Ve          | 2024              | 3 avril 2024  | en cours      |             | - CPP (57) - KWP (3) - Ind. (2)                    | Hun Sen            |